# مجزرة عائلة صيدم
مجزرة عائلة صيدم هي مجزرة ارتكبها سلاح الجوّ الإسرائيلي على مخيم النصيرات في الوسط من قطاع غزة. حيث قام طيران الاحتلال الإسرائيلي بتاريخ 31 أكتوبر عام 2024 باستهداف منزل عائلة صيدم في مخيم النصيرات وسط قطاع غزة دون سابق إنذار أو تحذير، ما أدى إلى استشهاد 24 إلى 31 فردًا من العائلة حسب بعض التقارير بينما تم توثيق 16 فرد منهم فقط .

## بداية الحدث
في صباح يوم السبت (7 تشرين الأول  2023 ) قامت حركة المقاومة الاسلامية حماس بإطلاق ما لا يقلُّ عن 3000 صاروخ من قطاع غزة الذي تسيطر عليه حماس باتجاه إسرائيل. بالموازاة مع اختراق حوالي 2500 مسلَّح فلسطيني الحاجز بين غزة وإسرائيل بِشَنِّهِم لهجوم عبر السّيارات رُباعيّة الدّفع والدّراجات النّارية والطّائرات الشّراعيّة وغيرها على البلدات المتاخمة للقطاع، والتي تُعرف باسم غلاف غزة، حيث سيطروا على عددٍ من المواقع العسكريَّة خاصة في سديروت، ووصلوا أوفاكيم، واقتحموا نتيفوت، وخاضوا اشتباكاتٍ عنيفة في المستوطنات الثلاثة وفي مستوطنات أخرى كما أسَرُوا عددًا من الجنود والمواطنين واقتادوهم لغَزَّة فضلًا عن اغتنامِ مجموعةٍ من الآليَّات العسكريَّة الإسرائيليَّة. ردًّا على ذلك، بدأت قوات الاحتلال الاسرائيلي هجومها باستعادة السيطرة على المستوطنات التي سبق لقوات حماس السيطرة عليها، وشنَّت هجمات انتقامية قبل أن تعلن الحرب رسميًا على حماس في اليوم التالي. كما نَفَّذَت غارات جوية على قطاع غزة، وشدَّدت حصارها وشنت واحدة من أكثر حملات القصف دموية وتدميرًا في التاريخ الحديث.

## الضحايا
شهداء المجزرة بحق عائلة صيدم والذين تم التعرف على جثثهم:
2.معتز مازن أبو خضرة
3.محمد مازن أبو خضرة
4.عمر مازن أبو خضرة
5.مصطفى مازن أبو خضرة
6.تامر تامر عادل محسن (5 أشهر)
7.مديحة مدحت زريد
8.أيمن أبو خضرة
9.شيماء خالد رمضان طبازة (26 عام)
10.موسى محمد خميس أبو خضرة
11.جميل موسى أبو خضرة
12.سحر محمد أبو خضرة
13.إيهاب عماد نعيم أبو سلطان (31 عام)
14.سعدية محمد طبازة
15.ماريا أيمن أبو خضرة